# Batanga
Batanga är en ort i Burkina Faso.   Den ligger i provinsen Province du Bam och regionen Centre-Nord, i den centrala delen av landet, 120 kilometer norr om huvudstaden Ouagadougou. Batanga ligger 310 meter över havet och antalet invånare är 783. Den ligger vid sjön Lac de Bam.
Terrängen runt Batanga är platt. Närmaste större samhälle är Kongoussi, 14,8 kilometer söder om Batanga.
Trakten runt Batanga består i huvudsak av gräsmarker. Runt Batanga är det ganska glesbefolkat, med 50 invånare per kvadratkilometer.